# صوفانة أناضولية
صوفانة أناضولية أو قربط أناضولي (الاسم العلمي:Evax anatolica) هو نوع من النباتات يتبع جنس القربط من الفصيلة النجمية.